# منفذ الرسوميات المسرع
منفذ الرسوميات المُسرَّع (بالإنجليزية: Accelerated Graphics Port)‏ اختصاراً AGP، هو الناقل الخاص بتركيب كارت الشاشة (vga) ويوجد لهذا الناقل ثلاث سرعات أو ثلاث اجيال
الأول 2xوتحدد سرعة النقل عن طريق معامل النقل وهو 266 فتكون سرعة النقل في ال 2xهي 2*266 وهكذا
اما بالنسبة للاجيال فهناك الجيل الأول الذي يدعم ال 2x
والجيل الثاني الذي يدعم ال 4x ويدعم معة ال2x
اما الجيل الثالث هو الذي يدعم ال8xوال4x
هناك نوعا من هذا الجيل يسمي uneversal .
حالياً يتم استبداله بالكرت المسمى بـ PCI-E

## إصدارات AGP
الأول داعما لتقنية 1x/2x والثاني يدعم تقنية 4x/8x وأما الثالث فقياسي يعمل على الجميع ويسمى Universal ، ويكمن في موضع الجسر الذي يفصل بين قسمي الشق، ولا يوجد في تقنية Universal أي جسر لذلك
الشق البديل عن AGP ظهر على اللوحات الأم المبنية على آخر أطقم رقاقات، وتميز بلونه الأسود الداكن في معظم اللوحات الأم التي تدعمه، يعمل الشق عادة بناقلين هما x1 وتبلغ سرعته في نقل البيانات 250 ميجابايت في الثانية في اتجاه واحد أي 500 ميجابايت في اتجاهين، وهي أسرع من شق PCI الذين كان ينقل بسرعة 132 ميجابايت في الثانية، ويبدو أنها ستأخذ مكان شق PCI بعد سنوات، الناقل الثاني هو x16 الذي أخذ مكان شق AGP في اللوحات الجديدة وتبلغ سرعة نقل البيانات في هذا الناقل 4 جيجابايت في الثانية في اتجاه واحد أي ضعف سرعة شق AGPx8 ، لقد صمم وطور هذا الشق حتى يتناسب مع المنافذ الأخرى ذات الاتصال السريع مثل 1394a/b, USB 2.0, Gigabit Ethernet ويسمى هذا الشق أيضا "3GIO " أو (Third-Generation Input/Output). بقي أن نعرف أن منفذ PCIe-x1 ينظم عمله ويتحكم فيه الجسر الجنوبي أما منفذ PCIe-x16 فيتحكم فيه الجسر الشمالي بحيث يكون متصلا مباشرة بالمعالج، ذلك أن منفذ PCIe-x16 يعمل بحجم باندودث ضخم أكبر من سعة الناقل ما بين الجسر الشمالي والجسر الجنوبي
يجدر بنا أن ننوه إلى أن ناقل (شق) PCIe ليس هو نفسه ناقل PCI-X فهما تقنيتان مختلفتان